# اچ‌ام‌اس آفریقا (۱۹۰۵)
اچ‌ام‌اس آفریقا (۱۹۰۵) (به انگلیسی: HMS Africa (1905)) یک کشتی بود که طول آن ۴۵۳ فوت ۶ اینچ (۱۳۸٫۲۳ متر) بود. این کشتی در سال ۱۹۰۵ ساخته شد.